# Centrobranchus nigroocellatus
Centrobranchus nigroocellatus är en fiskart som först beskrevs av Günther, 1873.  Centrobranchus nigroocellatus ingår i släktet Centrobranchus och familjen prickfiskar. Inga underarter finns listade i Catalogue of Life.